# Phanerodontia dentata
Phanerodontia dentata är en svampart som beskrevs av Hjortstam & Ryvarden 2010. Phanerodontia dentata ingår i släktet Phanerodontia och familjen Thelephoraceae.   Inga underarter finns listade i Catalogue of Life.